# Mistrovství světa v ragby 2023
Mistrovství světa v ragby 2023 byl desátý ročník světového šampionátu v rugby union. Konal se ve Francii od 8. září do 28. října 2023 na devíti stadionech umístěných po celé zemi. Zahajovací zápas a konečná fáze turnaje se uskutečnila na pařížském stadionu Stade de France. Francie mistrovství pořádala potřetí, v zemi se konalo také v letech 1991 a 2007, kdy se na pořádání turnaje podílelo pět zemí. Turnaj se uskutečnil méně než rok před konáním olympijských her v Paříži.
Původně měl turnaj trvat šest týdnů, v únoru 2021 bylo ale rozhodnuto o přidání jednoho týdne, aby měli hráči dostatek času na odpočinek. Díky tomu měly všechny týmy pauzu mezi zápasy minimálně pět dní.
Poprvé v historii se turnaje zúčastnila Chile a poprvé se ho nezúčastnila Kanada ani žádný jiný tým ze Severní Ameriky. Své druhé účasti se dočkalo Portugalsko, které naposledy hrálo před 16 lety na turnaji v roce 2007, rovněž pořádaném ve Francii.
Titul obhajovala jihoafrická reprezentace, která ve finále v roce 2019 porazila Anglii. Díky vítězství nad Novým Zélandem titul nejen obhájila, ale stala se také nejúspěšnějším týmem, mistrovský titul Jižní Afrika jako první získala čtyřikrát. Třetí místo získala Anglie, která porazila Argentinu 26:23. Nejvíce bodů (75) si připsal Angličan Owen Farrell a nejvíce pětek (8) položil Novozélanďan Will Jordan.

## Stadiony
| Paříž (Saint-Denis)     | Marseille | Lyon (Décines-Charpieu) | Lille (Villeneuve-d'Ascq) |
| ----------------------- | --- | --- | --- |
| Stade de France         | Stade Vélodrome | Parc Olympique Lyonnais | Stade Pierre-Mauroy |
| Kapacita: 80 023        | Kapacita: 67 847 | Kapacita: 58 883 | Kapacita: 50 096 |
|                         | | | |
| Bordeaux                | Paříž Marseille Lyon Lille Nantes Bordeaux Saint-Étienne Nice Toulouse Umístění 9 stadionů, které hostí utkání světového šampionátu v ragby 2023. | Paříž Marseille Lyon Lille Nantes Bordeaux Saint-Étienne Nice Toulouse Umístění 9 stadionů, které hostí utkání světového šampionátu v ragby 2023. | Paříž Marseille Lyon Lille Nantes Bordeaux Saint-Étienne Nice Toulouse Umístění 9 stadionů, které hostí utkání světového šampionátu v ragby 2023. |
| Stade de Bordeaux       | Paříž Marseille Lyon Lille Nantes Bordeaux Saint-Étienne Nice Toulouse Umístění 9 stadionů, které hostí utkání světového šampionátu v ragby 2023. | Paříž Marseille Lyon Lille Nantes Bordeaux Saint-Étienne Nice Toulouse Umístění 9 stadionů, které hostí utkání světového šampionátu v ragby 2023. | Paříž Marseille Lyon Lille Nantes Bordeaux Saint-Étienne Nice Toulouse Umístění 9 stadionů, které hostí utkání světového šampionátu v ragby 2023. |
| Kapacita: 42 115        | Paříž Marseille Lyon Lille Nantes Bordeaux Saint-Étienne Nice Toulouse Umístění 9 stadionů, které hostí utkání světového šampionátu v ragby 2023. | Paříž Marseille Lyon Lille Nantes Bordeaux Saint-Étienne Nice Toulouse Umístění 9 stadionů, které hostí utkání světového šampionátu v ragby 2023. | Paříž Marseille Lyon Lille Nantes Bordeaux Saint-Étienne Nice Toulouse Umístění 9 stadionů, které hostí utkání světového šampionátu v ragby 2023. |
|                         | Paříž Marseille Lyon Lille Nantes Bordeaux Saint-Étienne Nice Toulouse Umístění 9 stadionů, které hostí utkání světového šampionátu v ragby 2023. | Paříž Marseille Lyon Lille Nantes Bordeaux Saint-Étienne Nice Toulouse Umístění 9 stadionů, které hostí utkání světového šampionátu v ragby 2023. | Paříž Marseille Lyon Lille Nantes Bordeaux Saint-Étienne Nice Toulouse Umístění 9 stadionů, které hostí utkání světového šampionátu v ragby 2023. |
| Saint-Étienne           | Nice | Nantes | Toulouse |
| Stade Geoffroy-Guichard | Allianz Riviera | Stade de la Beaujoire | Stadium de Toulouse |
| Kapacita: 41 965        | Kapacita: 35 983 | Kapacita: 35 520 | Kapacita: 33 150 |
|                         | | | |

## Kvalifikace
Mužstva, která se umístila v základní skupině na předchozím mistrovství světa do třetího místa, se automaticky kvalifikovala na toto mistrovství. Francie se jakožto pořadatel do soutěže kvalifikovala přímo. O zbývajících 8 míst se bojovalo v dalších kvalifikačních soutěžích. Rusko bylo vyloučeno za invazi na Ukrajinu. Evropskou kvalifikaci vyhrála Gruzie. Na druhém postupovém místě skončilo Španělsko, to ale potom bylo diskvalifikováno za neoprávněné starty jednoho hráče. Místo Španělska získalo účast na MS Rumunsko a místo Rumunska šlo do mezikontinentálního turnaje o poslední kvalifikační místo Portugalsko. Africkou kvalifikaci vyhrála Namibie, když ve finále porazila 36:0 Keňu. Kvalifikace Severní a Jižní Ameriky se spojila v jednu. Z ní vzešli jako postupující Uruguay a Chile. Oceánskou kvalifikaci vyhrála Samoa nad Tongou a asijskou kvalifikaci vyhrál Hongkong trestným kopem v nastavení proti Jižní Koreji. O další postupové místo se utkala Tonga s Hongkongem v rámci asijskopacifického zápasu, kde Tonga vyhrála 44:22. O posledním postupujícím se rozhodlo na mezinárodním turnaji s účastí USA, Portugalska, Hongkongu a Keni, který vyhrálo Portugalsko i díky proměněnému trestnému kopu v nastavení v zápase s USA.

### Seznam kvalifikovaných týmů
| Region        | Tým                   | Kvalifikace                         | Předchozí účasti | Nejlepší výsledky                |
| ------------- | --------------------- | ----------------------------------- | ---------------- | -------------------------------- |
| Afrika        | Jihoafrická republika | automaticky                         | 7                | Vítěz (1995, 2007, 2019)         |
| Afrika        | Namibie               | Afrika 1                            | 6                | Skupina (6×)                     |
| Asie          | Japonsko              | automaticky                         | 9                | Čtvrtfinále (2019)               |
| Evropa        | Francie               | pořadatel                           | 9                | 2. místo (1987, 1999, 2011)      |
| Evropa        | Anglie                | automaticky                         | 9                | Vítěz (2003)                     |
| Evropa        | Irsko                 | automaticky                         | 9                | Čtvrtfinále (7×)                 |
| Evropa        | Itálie                | automaticky                         | 9                | Skupina (9×)                     |
| Evropa        | Skotsko               | automaticky                         | 9                | 4. místo (1991)                  |
| Evropa        | Wales                 | automaticky                         | 9                | 3. místo (1987)                  |
| Evropa        | Gruzie                | Evropa 1                            | 5                | Skupina (5×)                     |
| Evropa        | Rumunsko              | Evropa 2                            | 8                | Skupina (8×)                     |
| Evropa        | Portugalsko           | vítěz mezikontinentální kvalifikace | 1                | Skupina (2007)                   |
| Oceánie       | Austrálie             | automaticky                         | 9                | Vítěz (1991, 1999)               |
| Oceánie       | Fidži                 | automaticky                         | 8                | Čtvrtfinále (1991, 2007)         |
| Oceánie       | Nový Zéland           | automaticky                         | 9                | Vítěz (1987, 2011, 2015)         |
| Oceánie       | Samoa                 | Oceánie 1                           | 8                | Čtvrtfinále (1991, 1995)         |
| Oceánie       | Tonga                 | Asie/ Pacifik 1                     | 8                | Skupina (8×)                     |
| Jižní Amerika | Argentina             | automaticky                         | 9                | 3. místo (2007)                  |
| Jižní Amerika | Uruguay               | Amerika 1                           | 4                | Skupina (1999, 2003, 2015, 2019) |
| Jižní Amerika | Chile                 | Amerika 2                           | 0                | Debut                            |

## Základní skupiny
Dvacet zemí bylo rozděleno do čtyř skupin po pěti týmech. V každé skupině se hrálo stylem každý s každým, všechny týmy tak odehrály čtyři zápasy.
| Skupina A                                            | Skupina B                                                    | Skupina C                                          | Skupina D                                       |
| ---------------------------------------------------- | ------------------------------------------------------------ | -------------------------------------------------- | ----------------------------------------------- |
| - Nový Zéland - Francie - Itálie - Uruguay - Namibie | - Jihoafrická republika - Irsko - Skotsko - Tonga - Rumunsko | - Wales - Austrálie - Fidži - Gruzie - Portugalsko | - Anglie - Japonsko - Argentina - Samoa - Chile |

Týmy, které skončily na prvních dvou místech každé skupiny, postoupily do čtvrtfinále. První tři týmy v každé skupině se kvalifikovaly na Mistrovství světa v ragby 2027.
| Legenda | Legenda                                                                                                   |
| ------- | --- |
|         | Týmy, které postoupí do čtvrtfinále, čímž se automaticky kvalifikují na Mistrovství světa v ragby 2027    |
|         | Tým na třetím místě ve skupině se automaticky kvalifikuje na mistrovství světa v ragby 2027               |
|         | Týmy, které nepostoupí do čtvrtfinále, ani se automaticky nekvalifikují na mistrovství světa v ragby 2027 |
| n       | Neproměněný kop po pětce (tzv. nekonverze)                                                                |
| k       | Proměněný kop po pětce (tzv. konverze)                                                                    |
| (1/2)   | Úspěšné trestné kopy (1)/celkový počet trestných kopů (2)                                                 |
| (2/3)   | Proměněné drop góly (2)/celkový počet pokusů o drop gól (3)                                               |
| 20'     | Minuta, ve které došlo k bodové situaci                                                                   |

### Skupina A

#### Tabulka
| Tým         | Z | V | R | P | ZB  | OB  | +/−  | P5 | BB | B  |
| ----------- | - | - | - | - | --- | --- | ---- | -- | -- | -- |
| Francie     | 4 | 4 | 0 | 0 | 210 | 32  | +178 | 27 | 2  | 18 |
| Nový Zéland | 4 | 3 | 0 | 1 | 253 | 47  | +206 | 38 | 3  | 15 |
| Itálie      | 4 | 2 | 0 | 2 | 114 | 181 | -67  | 15 | 2  | 10 |
| Uruguay     | 4 | 1 | 0 | 3 | 65  | 164 | -99  | 9  | 1  | 5  |
| Namibie     | 4 | 0 | 0 | 4 | 37  | 255 | -218 | 3  | 0  | 0  |

#### Zápasy
Časy zápasů jsou uvedeny ve středoevropském letním čase (SELČ: UTC+2).
| 8. září 2023 21:15 | Francie | 27 – 13 | Nový Zéland                                                  | Stade de France, Saint-Denis Diváci: 78 750 Rozhodčí: Jaco Peyper ( Jižní Afrika) |
| 8. září 2023 21:15 | Pětky: Penaud 55' k Jaminet 78' n Kopy po pětce: Ramos (1/1) 57' Trestné kopy: Ramos (5/7) 5', 20', 29', 65', 74' | report  | Pětky: Telea (2) 2' n, 43' n Trestné kopy: Mo'unga (1/1) 25' | Stade de France, Saint-Denis Diváci: 78 750 Rozhodčí: Jaco Peyper ( Jižní Afrika) |

| 9. září 2023 13:00 | Itálie | 52 – 8 | Namibie                                              | Stade Geoffroy-Guichard, Saint-Étienne Diváci: 35 515 Rozhodčí: Andrew Brace ( Irsko) |
| 9. září 2023 13:00 | Pětky: L. Cannone 11' k P. Garbisi 15' k Lamb 46' k Capuozzo 55' k Faiva 74' k Zuliani 78' k Odogwu 80+3' k Kopy po pětce: Allan (7/7) 12', 16', 48', 57', 75', 79', 80+4' Trestné kopy: Allan (1/1) 8' | report | Pětky: Mouton 21' n Trestné kopy: Swanepoel (1/2) 4' | Stade Geoffroy-Guichard, Saint-Étienne Diváci: 35 515 Rozhodčí: Andrew Brace ( Irsko) |

| 14. září 2023 21:00 | Francie | 27 – 12 | Uruguay                                                             | Stade Pierre-Mauroy, Lille Diváci: 48 821 Rozhodčí: Ben O'Keeffe ( Nový Zéland) |
| 14. září 2023 21:00 | Pětky: Hastoy 10' k Mauvaka 55' k Bielle-Biarrey 74' k Kopy po pětce: Jaminet (3/3) 11', 56', 75' Trestné kopy: Jaminet (2/3) 3', 14' | report  | Pětky: Freitas 6' n Amaya 53' k Kopy po pětce: Etcheverry (1/2) 54' | Stade Pierre-Mauroy, Lille Diváci: 48 821 Rozhodčí: Ben O'Keeffe ( Nový Zéland) |

| 15. září 2023 21:00 | Nový Zéland | 71 – 3 | Namibie                           | Stadium de Toulouse, Toulouse Diváci: 31 996 Rozhodčí: Luke Pearce ( Anglie) |
| 15. září 2023 21:00 | Pětky: Roigard (2) 2' k, 7' n McKenzie (2) 20' k, 39' k Fainga'anuku 25' n Lienert-Brown 35' k De Groot 49' n Papalii 55' k Havili 58' k Clarke 67' k Ioane 77' k Kopy po pětce: McKenzie (8/11) 3', 20', 36', 40', 55', 59', 68', 78' | report | Trestné kopy: Swanepoel (1/1) 11' | Stadium de Toulouse, Toulouse Diváci: 31 996 Rozhodčí: Luke Pearce ( Anglie) |

| 20. září 2023 17:45 | Itálie | 38 – 17 | Uruguay | Allianz Riviera, Nice Diváci: 28 627 Rozhodčí: Angus Gardner ( Austrálie) |
| 20. září 2023 17:45 | Pětky: Pani 7' k Lamaro 46' k Ioane 52' k L. Cannone 56' k Brex 61' k Kopy po pětce: Allan (5/5) 8', 47', 53', 57', 62' Trestné kopy: P. Garbisi (1/1) 70' | report  | Pětky: Trestná pětka 27' Freitas 37' k Kopy po pětce: Etcheverry (1/1) 38' Drop góly: Etcheverry (1/1) 42' | Allianz Riviera, Nice Diváci: 28 627 Rozhodčí: Angus Gardner ( Austrálie) |

| 21. září 2023 21:00 | Francie | 96 – 0 | Namibie | Stade Vélodrome, Marseille Diváci: 63 486 Rozhodčí: Matthew Carley ( Anglie) |
| 21. září 2023 21:00 | Pětky: Penaud (3) 6' n, 21' k, 55' k Danty (2) 9' k, 26' k Ollivon (2) 18' k, 68' k Flament 33' k Dupont 38' k Bielle-Biarrey (2) 40+1' k, 64' k Couilloud 47' k Jaminet 76' k Trestná pětka 80' Kopy po pětce: Ramos (12/13) 10', 18', 22', 27', 34', 39', 40+2', 48', 56', 65', 70', 77' | report |         | Stade Vélodrome, Marseille Diváci: 63 486 Rozhodčí: Matthew Carley ( Anglie) |

| 27. září 2023 17:45 | Uruguay | 36 – 26 | Namibie | Parc Olympique Lyonnais, Lyon Diváci: 49 342 Rozhodčí: Mathieu Raynal ( Francie) |
| 27. září 2023 17:45 | Pětky: Amaya (2) 19' k, 49' k Kessler 28' k Arata 54' k Basso 66' k Kopy po pětce: Etcheverry (3/4) 29', 51', 55' Berchesi (1/1) 67' Trestné kopy: Berchesi (1/1) 74' | report  | Pětky: Mouton 1' k Greyling 11' k Kopy po pětce: Swanepoel (2/2) 2', 12' Trestné kopy: Swanepoel (4/4) 25', 35', 43', 69' | Parc Olympique Lyonnais, Lyon Diváci: 49 342 Rozhodčí: Mathieu Raynal ( Francie) |

| 29. září 2023 21:00 | Nový Zéland | 96 – 17 | Itálie | Parc Olympique Lyonnais, Lyon Diváci: 57 083 Rozhodčí: Matthew Carley ( Anglie) |
| 29. září 2023 21:00 | Pětky: Jordan (2) 7' k, 70' k Smith (3) 17' k, 27' k, 34' k Telea 19' k Savea (2) 22' k, 40+5' k Retallick 50' k Papalii 55' k Coles (2) 61' n, 73' k McKenzie 67' k Lienert-Brown 76' k Kopy po pětce: Mo'unga (9/10) 8', 18', 20, 23', 28', 35', 40+6', 51', 57' McKenzie (4/4) 69', 71', 74', 77' | report  | Pětky: Capuozzo 48' k M. Ioane 80+1' k Kopy po pětce: Allan (1/1) 49' P. Garbisi (1/1) 80+3' Trestné kopy: Allan (1/1) 10' | Parc Olympique Lyonnais, Lyon Diváci: 57 083 Rozhodčí: Matthew Carley ( Anglie) |

| 5. října 2023 21:00 | Nový Zéland | 73 – 0 | Uruguay | Parc Olympique Lyonnais, Lyon Diváci: 57 672 Rozhodčí: Wayne Barnes ( Anglie) |
| 5. října 2023 21:00 | Pětky: McKenzie (2) 20' k, 53' k Mo'unga 25' k Jordan (2) 33' k, 65' k Roigard 38' n Newell 45' n Fainga'anuku (3) 49' k, 68' k, 77' k Williams 73' k Kopy po pětce: Mo'unga (5/7) 21', 26', 34', 50', 54' McKenzie (2/2) 66', 69' B. Barrett (2/2) 74', 78' | report |         | Parc Olympique Lyonnais, Lyon Diváci: 57 672 Rozhodčí: Wayne Barnes ( Anglie) |

| 6. října 2023 21:00 | Francie | 60 – 7 | Itálie                                              | Parc Olympique Lyonnais, Lyon Diváci: 58 102 Rozhodčí: Karl Dickson ( Anglie) |
| 6. října 2023 21:00 | Pětky: Penaud (2) 2' k, 38' k Bielle-Biarrey 13' k Ramos 22' k Jalibert 47' k Mauvaka 54' k Moefana (2) 64' k, 76' n Kopy po pětce: Ramos (6/6) 4', 14', 23', 39', 48', 55' Jaminet (1/2) 65' Trestné kopy: Ramos (1/2) 7' Jaminet (1/1) 80+1' | report | Pětky: Zuliani 71' k Kopy po pětce: Allan (1/1) 72' | Parc Olympique Lyonnais, Lyon Diváci: 58 102 Rozhodčí: Karl Dickson ( Anglie) |

### Skupina B

#### Tabulka
| Tým                   | Z | V | R | P | ZB  | OB  | +/−  | P5 | BB | B  |
| --------------------- | - | - | - | - | --- | --- | ---- | -- | -- | -- |
| Irsko                 | 4 | 4 | 0 | 0 | 190 | 46  | +144 | 27 | 3  | 19 |
| Jihoafrická republika | 4 | 3 | 0 | 1 | 151 | 34  | +117 | 22 | 3  | 15 |
| Skotsko               | 4 | 2 | 0 | 2 | 146 | 71  | +75  | 21 | 2  | 10 |
| Tonga                 | 4 | 1 | 0 | 3 | 96  | 177 | -81  | 13 | 1  | 5  |
| Rumunsko              | 4 | 0 | 0 | 4 | 32  | 287 | -255 | 4  | 0  | 0  |

#### Zápasy
Časy zápasů jsou uvedeny ve středoevropském letním čase (SELČ: UTC+2).
| 9. září 2023 15:30 | Irsko | 82 – 8 | Rumunsko                                          | Stade de Bordeaux, Bordeaux Diváci: 41 170 Rozhodčí: Nika Amashukeli ( Gruzie) |
| 9. září 2023 15:30 | Pětky: Gibson-Park 5' k Keenan 13' k Beirne (2) 17' n, 80+3' k Aki (2) 34' k, 75' k Sexton (2) 40' k, 62' k Herring 45' k O'Mahony (2) 50' k, 70' k McCarthy 67' k Kopy po pětce: Sexton (7/8) 6', 13', 36', 40', 46', 51', 63' Crowley (4/4) 68', 72', 76', 80+3' | report | Pětky: Rupanu 3' n Trestné kopy: Rupanu (1/1) 21' | Stade de Bordeaux, Bordeaux Diváci: 41 170 Rozhodčí: Nika Amashukeli ( Gruzie) |

| 10. září 2023 17:45 | Jihoafrická republika                                                                                    | 18 – 3 | Skotsko                           | Stade Vélodrome, Marseille Diváci: 63 586 Rozhodčí: Angus Gardner ( Austrálie) |
| 10. září 2023 17:45 | Pětky: Du Toit 47' n Arendse 50' k Kopy po pětce: De Klerk (1/1) 51' Trestné kopy: Libbok (2/4) 13', 25' | report | Trestné kopy: Russell (1/1) 40+1' | Stade Vélodrome, Marseille Diváci: 63 586 Rozhodčí: Angus Gardner ( Austrálie) |

| 16. září 2023 21:00 | Irsko | 59 – 16 | Tonga                                                                                               | Stade de la Beaujoire, Nantes Diváci: 35 673 Rozhodčí: Wayne Barnes ( Anglie) |
| 16. září 2023 21:00 | Pětky: Beirne 21' k Doris 27' k Hansen 33' k Sexton 38' k Lowe 59' k Aki (2) 63' k, 69' k Herring 80' k Kopy po pětce: Sexton (4/4) 22', 28', 34', 39' Byrne (4/4) 60', 64', 70', 80+2' Trestné kopy: Sexton (1/1) 7' | report  | Pětky: V. Fifita 40+8' k Kopy po pětce: Havili (1/1) 40+9' Trestné kopy: Havili (3/3) 16', 25', 43' | Stade de la Beaujoire, Nantes Diváci: 35 673 Rozhodčí: Wayne Barnes ( Anglie) |

| 17. září 2023 15:00 | Jihoafrická republika | 76 – 0 | Rumunsko | Stade de Bordeaux, Bordeaux Diváci: 38 789 Rozhodčí: Mathieu Raynal ( Francie) |
| 17. září 2023 15:00 | Pětky: Reinach 2' n, 8' k, 23' k Mapimpi 6' k, 63' n, 67' k Willemse 11' k Fourie 42' n Trestná pětka 52' Williams 54' k, 61' k Le Roux 73' n Kopy po pětce: Willemse (5/7) 7', 9', 11', 24', 55' De Klerk (2/4) 62', 68' | report |          | Stade de Bordeaux, Bordeaux Diváci: 38 789 Rozhodčí: Mathieu Raynal ( Francie) |

| 23. září 2023 21:00 | Jihoafrická republika                            | 8 – 13 | Irsko                                                                                                | Stade de France, Saint-Denis Diváci: 78 542 Rozhodčí: Ben O'Keeffe ( Nový Zéland) |
| 23. září 2023 21:00 | Pětky: Kolbe 51' n Trestné kopy: Libbok (1/2) 6' | report | Pětky: Hansen 33' k Kopy po pětce: Sexton (1/1) 35' Trestné kopy: Sexton (1/1) 59' Crowley (1/1) 77' | Stade de France, Saint-Denis Diváci: 78 542 Rozhodčí: Ben O'Keeffe ( Nový Zéland) |

| 24. září 2023 17:45 | Skotsko | 45 – 17 | Tonga                                                                                                 | Allianz Riviera, Nice Diváci: 33 189 Rozhodčí: Karl Dickson ( Anglie) |
| 24. září 2023 17:45 | Pětky: Turner 5' k Van der Merwe 27' n Steyn 30' n Darge 40+2' k Horne 54' k Kinghorn 68' k Graham 80+2' k Kopy po pětce: Russell (5/7) 6', 40+3', 55', 70', 80+3' | report  | Pětky: Kata 20' k Tameifuna 44' k Kopy po pětce: Havili (2/2) 21', 45' Trestné kopy: Havili (1/1) 10' | Allianz Riviera, Nice Diváci: 33 189 Rozhodčí: Karl Dickson ( Anglie) |

| 30. září 2023 21:00 | Skotsko | 84 – 0 | Rumunsko | Stade Pierre-Mauroy, Lille Diváci: 46 516 Rozhodčí: Wayne Barnes ( Anglie) |
| 30. září 2023 21:00 | Pětky: Watson 9' k Price 17' k Graham (4) 21' k, 34' k, 40' k, 77' k Fagerson 38' k Harris 45' k Smith 53' k Healy 58' k Matthews 71' k Darge 73' k Kopy po pětce: Healy (11/11) 10', 18', 22', 35', 39', 40', 47', 55', 59', 72', 77' Horne (1/1) 73' | report |          | Stade Pierre-Mauroy, Lille Diváci: 46 516 Rozhodčí: Wayne Barnes ( Anglie) |

| 1. října 2023 21:00 | Jihoafrická republika | 49 – 18 | Tonga                                                                             | Stade Vélodrome, Marseille Diváci: 60 387 Rozhodčí: Luke Pearce ( Anglie) |
| 1. října 2023 21:00 | Pětky: Reinach 5' k Moodie 20' k Fourie 32' k Kriel 49' k Le Roux 58' k Van Staden 63' k Smith 80+1' k Kopy po pětce: Pollard (4/4) 6', 21', 33', 51' Libbok (3/3) 59', 65', 80+2' | report  | Pětky: Tameifuna 38' n Inisi 54' n Pellegrini 73' n Trestné kopy: Havili (1/1) 3' | Stade Vélodrome, Marseille Diváci: 60 387 Rozhodčí: Luke Pearce ( Anglie) |

| 7. října 2023 21:00 | Irsko | 36 – 14 | Skotsko                                                               | Stade de France, Saint-Denis Diváci: 78 459 Rozhodčí: Nic Berry ( Austrálie) |
| 7. října 2023 21:00 | Pětky: Lowe 2' n Keenan (2) 26' k, 39' k Henderson 32' k Sheehan 44' n Ringrose 58' n Kopy po pětce: Sexton (3/5) 27', 33', 40' | report  | Pětky: Ashman 64' k Price 66' k Kopy po pětce: Russell (2/2) 65', 66' | Stade de France, Saint-Denis Diváci: 78 459 Rozhodčí: Nic Berry ( Austrálie) |

| 8. října 2023 17:45 | Tonga | 45 – 24 | Rumunsko | Stade Pierre-Mauroy, Lille Diváci: 45 042 Rozhodčí: Angus Gardner ( Austrálie) |
| 8. října 2023 17:45 | Pětky: Kata (2) 11' k, 66' n Moala 15' k Taumoepeau 22' k Vailanu 49' k Ahki 62' k Taumoefolau 71' n Kopy po pětce: Havili (5/7) 13', 17', 23', 51', 63' | report  | Pětky: Boboc 30' k Surugiu 36' k Simionescu 55' k Kopy po pětce: Conache (3/3) 32', 37', 57' Trestné kopy: Conache (1/2) 19' | Stade Pierre-Mauroy, Lille Diváci: 45 042 Rozhodčí: Angus Gardner ( Austrálie) |

### Skupina C

#### Tabulka
| Tým         | Z | V | R | P | ZB  | OB  | +/− | P5 | BB | B  |
| ----------- | - | - | - | - | --- | --- | --- | -- | -- | -- |
| Wales       | 4 | 4 | 0 | 0 | 143 | 59  | +84 | 17 | 3  | 19 |
| Fidži       | 4 | 2 | 0 | 2 | 88  | 83  | +5  | 9  | 3  | 11 |
| Austrálie   | 4 | 2 | 0 | 2 | 90  | 91  | -1  | 11 | 3  | 11 |
| Portugalsko | 4 | 1 | 1 | 2 | 64  | 103 | -39 | 8  | 0  | 6  |
| Gruzie      | 4 | 0 | 1 | 3 | 64  | 113 | -49 | 7  | 1  | 3  |

#### Zápasy
Časy zápasů jsou uvedeny ve středoevropském letním čase (SELČ: UTC+2).
| 9. září 2023 18:00 | Austrálie | 35 – 15 | Gruzie | Stade de France, Saint-Denis Diváci: 75 770 Rozhodčí: Luke Pearce ( Anglie) |
| 9. září 2023 18:00 | Pětky: Petaia 2' n Nawaqanitawase 9' k Donaldson (2) 56' k, 69' k Kopy po pětce: Donaldson (3/4) 7', 57', 70' Trestné kopy: Donaldson (3/3) 14', 21', 31' | report  | Pětky: Ivanishvili 47' n Gigashvili 80' k Kopy po pětce: Abzhandadze (1/1) 80' Trestné kopy: Matkava (1/1) 6' | Stade de France, Saint-Denis Diváci: 75 770 Rozhodčí: Luke Pearce ( Anglie) |

| 10. září 2023 21:00 | Wales | 32 – 26 | Fidži | Stade de Bordeaux, Bordeaux Diváci: 41 274 Rozhodčí: Matthew Carley ( Anglie) |
| 10. září 2023 21:00 | Pětky: Adams 7' n North 29' k Rees-Zammit 48' k Dee 66' k Kopy po pětce: Biggar (3/4) 30', 49', 67' Trestné kopy: Biggar (2/3) 3', 24' | report  | Pětky: Nayacalevu 14' k Tagitagivalu 17' k Tuisova 73' k Doge 78' n Kopy po pětce: Lomani (2/2) 15', 18' Tela (1/2) 73' | Stade de Bordeaux, Bordeaux Diváci: 41 274 Rozhodčí: Matthew Carley ( Anglie) |

| 16. září 2023 17:45 | Wales | 28 – 8 | Portugalsko                                          | Allianz Riviera, Nice Diváci: 28 700 Rozhodčí: Karl Dickson ( Anglie) |
| 16. září 2023 17:45 | Pětky: Rees-Zammit 9' k Lake 43' k Morgan 56' k Faletau 83' k Kopy po pětce: Halfpenny (3/3) 10', 44', 57' Costelow (1/1) 83' | report | Pětky: Martins 63' n Trestné kopy: Marques (1/3) 37' | Allianz Riviera, Nice Diváci: 28 700 Rozhodčí: Karl Dickson ( Anglie) |

| 17. září 2023 17:45 | Austrálie | 15 – 22 | Fidži | Stade Geoffroy-Guichard, Saint-Étienne Diváci: 41 294 Rozhodčí: Andrew Brace ( Irsko) |
| 17. září 2023 17:45 | Pětky: Nawaqanitawase 23' n Vunivalu 68' k Kopy po pětce: Donaldson (1/2) 70' Trestné kopy: Donaldson (1/1) 3' | report  | Pětky: Tuisova 43' k Kopy po pětce: Kuruvoli (1/1) 44' Trestné kopy: Kuruvoli (4/4) 12', 21', 27', 33' Lomani (1/3) 66' | Stade Geoffroy-Guichard, Saint-Étienne Diváci: 41 294 Rozhodčí: Andrew Brace ( Irsko) |

| 23. září 2023 14:00 | Gruzie | 18 – 18 | Portugalsko                                                                                          | Stadium de Toulouse, Toulouse Diváci: 31 889 Rozhodčí: Paul Williams ( Nový Zéland) |
| 23. září 2023 14:00 | Pětky: Tabutsadze 2' k Zamtaradze 78' n Kopy po pětce: Abzhandadze (1/1) 3' Trestné kopy: Abzhandadze (2/2) 16', 32' | report  | Pětky: Storti (2) 34' n, 57' k Kopy po pětce: Marques (1/2) 58' Trestné kopy: Marques (2/2) 48', 53' | Stadium de Toulouse, Toulouse Diváci: 31 889 Rozhodčí: Paul Williams ( Nový Zéland) |

| 24. září 2023 21:00 | Wales | 40 – 6 | Austrálie                             | Parc Olympique Lyonnais, Lyon Diváci: 55 296 Rozhodčí: Wayne Barnes ( Anglie) |
| 24. září 2023 21:00 | Pětky: Davies 3' k Tompkins 48' k Morgan 78' n Kopy po pětce: Biggar (1/1) 4' Anscombe (1/2) 49' Trestné kopy: Anscombe (6/7) 21', 29', 39', 43', 52', 60' Drop góly: Anscombe (1/1) 70' | report | Trestné kopy: Donaldson (2/2) 9', 14' | Parc Olympique Lyonnais, Lyon Diváci: 55 296 Rozhodčí: Wayne Barnes ( Anglie) |

| 30. září 2023 17:45 | Fidži | 17 – 12 | Gruzie                                                         | Stade de Bordeaux, Bordeaux Diváci: 39 862 Rozhodčí: Karl Dickson ( Anglie) |
| 30. září 2023 17:45 | Pětky: Nayacalevu 51' k Habosi 68' k Kopy po pětce: Lomani (2/2) 52', 69' Trestné kopy: Lomani (1/2) 65' | report  | Trestné kopy: Matkava (2/2) 5', 80' Niniashvili (2/2) 19', 31' | Stade de Bordeaux, Bordeaux Diváci: 39 862 Rozhodčí: Karl Dickson ( Anglie) |

| 1. října 2023 17:45 | Austrálie | 34 – 14 | Portugalsko                                                                 | Stade Geoffroy-Guichard, Saint-Étienne Diváci: 41 342 Rozhodčí: Nika Amashukeli ( Gruzie) |
| 1. října 2023 17:45 | Pětky: Arnold 19' k Porecki 22' k Bell 26' k McReight 47' n Koroibete 74' n Kopy po pětce: Donaldson (3/5) 20', 24', 27' Trestné kopy: Donaldson (1/2) 4' | report  | Pětky: Bettencourt 13' k Simões 70' k Kopy po pětce: Marques (2/2) 14', 71' | Stade Geoffroy-Guichard, Saint-Étienne Diváci: 41 342 Rozhodčí: Nika Amashukeli ( Gruzie) |

| 7. října 2023 15:00 | Wales | 43 – 19 | Gruzie                                                                                         | Stade de la Beaujoire, Nantes Diváci: 33 580 Rozhodčí: Mathieu Raynal ( Francie) |
| 7. října 2023 15:00 | Pětky: Francis 16' k L. Williams 23' k Rees-Zammit (3) 43' k, 67' k, 74' n North 80' k Kopy po pětce: Costelow (5/6) 17', 24', 44', 69', 80+1' Trestné kopy: Costelow (1/2) 27' | report  | Pětky: Sharikadze 35' k Karkadze 59' k Niniashvili 62' n Kopy po pětce: Matkava (2/3) 36', 60' | Stade de la Beaujoire, Nantes Diváci: 33 580 Rozhodčí: Mathieu Raynal ( Francie) |

| 8. října 2023 21:00 | Fidži | 23 – 24 | Portugalsko | Stadium de Toulouse, Toulouse Diváci: 32 223 Rozhodčí: Luke Pearce ( Anglie) |
| 8. října 2023 21:00 | Pětky: Botia 48' k Doge 68' k Kopy po pětce: Lomani (2/2) 49', 69' Trestné kopy: Lomani (3/3) 10', 74', 76' | report  | Pětky: Storti 45' k Fernandes 51' k Marta 78' k Kopy po pětce: Marques (3/3) 47', 53', 79' Trestné kopy: Marques (1/1) 38' | Stadium de Toulouse, Toulouse Diváci: 32 223 Rozhodčí: Luke Pearce ( Anglie) |

### Skupina D

#### Tabulka
| Tým       | Z | V | R | P | ZB  | OB  | +/−  | P5 | BB | B  |
| --------- | - | - | - | - | --- | --- | ---- | -- | -- | -- |
| Anglie    | 4 | 4 | 0 | 0 | 150 | 39  | +111 | 17 | 2  | 18 |
| Argentina | 4 | 3 | 0 | 1 | 127 | 69  | +58  | 15 | 2  | 14 |
| Japonsko  | 4 | 2 | 0 | 2 | 109 | 104 | +5   | 12 | 1  | 9  |
| Samoa     | 4 | 1 | 0 | 3 | 92  | 75  | +17  | 11 | 3  | 7  |
| Chile     | 4 | 0 | 0 | 4 | 27  | 215 | -188 | 4  | 0  | 0  |

#### Zápasy
Časy zápasů jsou uvedeny ve středoevropském letním čase (SELČ: UTC+2).
| 9. září 2023 21:00 | Anglie                                                                                    | 27 – 10 | Argentina                                                                            | Stade Vélodrome, Marseille Diváci: 63 118 Rozhodčí: Mathieu Raynal ( Francie) |
| 9. září 2023 21:00 | Trestné kopy: Ford (6/6) 10', 46', 54', 59', 66', 75' Drop góly: Ford (3/3) 27', 31', 37' | report  | Pětky: Bruni 79' k Kopy po pětce: Boffelli (1/1) 80' Trestné kopy: Boffelli (1/2) 5' | Stade Vélodrome, Marseille Diváci: 63 118 Rozhodčí: Mathieu Raynal ( Francie) |

| 10. září 2023 13:00 | Japonsko | 42 – 12 | Chile                                                                 | Stadium de Toulouse, Toulouse Diváci: 30 187 Rozhodčí: Nic Berry ( Austrálie) |
| 10. září 2023 13:00 | Pětky: Fakatava (2) 8' k, 40+1' k Naikabula 30' k Leitch 53' k Nakamura 71' k Dearns 79' k Kopy po pětce: Matsuda (6/6) 10', 31', 40+2', 54', 73', 80+1' | report  | Pětky: Fernández 6' k A. Escobar 48' n Kopy po pětce: Videla (1/2) 7' | Stadium de Toulouse, Toulouse Diváci: 30 187 Rozhodčí: Nic Berry ( Austrálie) |

| 16. září 2023 15:00 | Samoa | 43 – 10 | Chile                                                                               | Stade de Bordeaux, Bordeaux Diváci: 39 291 Rozhodčí: Paul Williams ( Nový Zéland) |
| 16. září 2023 15:00 | Pětky: Paia'aua 40+1' k Taumateine 42' n Lee 47' n Malolo (2) 52' k, 80+1' k Kopy po pětce: Leali'ifano (2/4) 40+2', 53' Sopoaga (1/1) 80+2' Trestné kopy: Leali'ifano (4/4) 4', 10', 14', 36' | report  | Pětky: Dittus 6' k Kopy po pětce: Videla (1/1) 7' Trestné kopy: Garafulic (1/1) 30' | Stade de Bordeaux, Bordeaux Diváci: 39 291 Rozhodčí: Paul Williams ( Nový Zéland) |

| 17. září 2023 21:00 | Anglie | 34 – 12 | Japonsko                                       | Allianz Riviera, Nice Diváci: 30 500 Rozhodčí: Nika Amashukeli ( Gruzie) |
| 17. září 2023 21:00 | Pětky: Ludlam 24' k Lawes 56' n Steward 66' k Marchant 81' n Kopy po pětce: Ford (4/4) 26', 56', 67', 81' Trestné kopy: Ford (2/3) 4', 42' | report  | Trestné kopy: Matsuda (4/4) 15', 23', 32', 54' | Allianz Riviera, Nice Diváci: 30 500 Rozhodčí: Nika Amashukeli ( Gruzie) |

| 22. září 2023 17:45 | Argentina | 19 – 10 | Samoa                                                                                   | Stade Geoffroy-Guichard, Saint-Étienne Diváci: 38 358 Rozhodčí: Nic Berry ( Austrálie) |
| 22. září 2023 17:45 | Pětky: Boffelli 9' k Kopy po pětce: Boffelli (1/1) 10' Trestné kopy: Boffelli (3/4) 25', 34', 54' Sánchez (1/1) 80' | report  | Pětky: Malolo 75' k Kopy po pětce: Leuila (1/1) 75' Trestné kopy: Leali'ifano (1/3) 28' | Stade Geoffroy-Guichard, Saint-Étienne Diváci: 38 358 Rozhodčí: Nic Berry ( Austrálie) |

| 23. září 2023 17:45 | Anglie | 71 – 0 | Chile | Stade Pierre-Mauroy, Lille Diváci: 44 315 Rozhodčí: Jaco Peyper ( Jižní Afrika) |
| 23. září 2023 17:45 | Pětky: Arundell (5) 20' n, 30' n, 48' k, 60' k, 69' n Dan (2) 24' k, 45' k Rodd 35' k Smith (2) 40' k, 77' k Willis 80' k Kopy po pětce: Farrell (8/11) 25', 36', 40+2', 46', 49', 62', 78', 80+1' | report |       | Stade Pierre-Mauroy, Lille Diváci: 44 315 Rozhodčí: Jaco Peyper ( Jižní Afrika) |

| 28. září 2023 21:00 | Japonsko | 28 – 22 | Samoa | Stadium de Toulouse, Toulouse Diváci: 31 794 Rozhodčí: Jaco Peyper ( Jižní Afrika) |
| 28. září 2023 21:00 | Pětky: Labuschagné 13' k Leitch 32' k Himeno 48' n Kopy po pětce: Matsuda (2/3) 15', 33' Trestné kopy: Matsuda (3/3) 28', 56', 75' | report  | Pětky: S. Lam 38' n Paia'aua 65' k Leali'ifano 78' k Kopy po pětce: Leali'ifano (2/3) 66', 79' Trestné kopy: Leuila (1/2) 25' | Stadium de Toulouse, Toulouse Diváci: 31 794 Rozhodčí: Jaco Peyper ( Jižní Afrika) |

| 30. září 2023 15:00 | Argentina | 59 – 5 | Chile                    | Stade de la Beaujoire, Nantes Diváci: 37 000 Rozhodčí: Paul Williams ( Nový Zéland) |
| 30. září 2023 15:00 | Pětky: Sánchez 9' k González (2) 16' k, 68' k Creevy 23' k Bogado 46' k Isgro 64' k Ruiz 77' k S. Carreras 79' k Kopy po pětce: Sánchez (6/6) 10', 17', 24', 47', 65', 69' S. Carreras (2/2) 78', 80+1' Trestné kopy: Sánchez (1/1) 13' | report | Pětky: Dussaillant 73' n | Stade de la Beaujoire, Nantes Diváci: 37 000 Rozhodčí: Paul Williams ( Nový Zéland) |

| 7. října 2023 17:45 | Anglie                                                                                               | 18 – 17 | Samoa                                                                                                 | Stade Pierre-Mauroy, Lille Diváci: 47 891 Rozhodčí: Andrew Brace ( Irsko) |
| 7. října 2023 17:45 | Pětky: Chessum 9' n Care 73' k Kopy po pětce: Farrell (1/2) 74' Trestné kopy: Farrell (2/3) 18', 58' | report  | Pětky: Ah Wong (2) 22' k, 29' k Kopy po pětce: Sopoaga (2/2) 24', 30' Trestné kopy: Sopoaga (1/2) 48' | Stade Pierre-Mauroy, Lille Diváci: 47 891 Rozhodčí: Andrew Brace ( Irsko) |

| 8. října 2023 13:00 | Japonsko | 27 – 39 | Argentina | Stade de la Beaujoire, Nantes Diváci: 33 624 Rozhodčí: Ben O'Keeffe ( Nový Zéland) |
| 8. října 2023 13:00 | Pětky: Fakatava 16' k Saitō 38' k Naikabula 65' k Kopy po pětce: Matsuda (3/3) 17', 39', 67' Trestné kopy: Matsuda (1/1) 52' Drop góly: Lemeki (1/1) 56' | report  | Pětky: Chocobares 2' k M. Carreras (3) 28' n, 46' k, 68' k Boffelli 58' k Kopy po pětce: Boffelli (3/4) 2', 47', 60' Sánchez (1/1) 70' Trestné kopy: Boffelli (1/2) 35' Sánchez (1/1) 75' | Stade de la Beaujoire, Nantes Diváci: 33 624 Rozhodčí: Ben O'Keeffe ( Nový Zéland) |

## Vyřazovací fáze

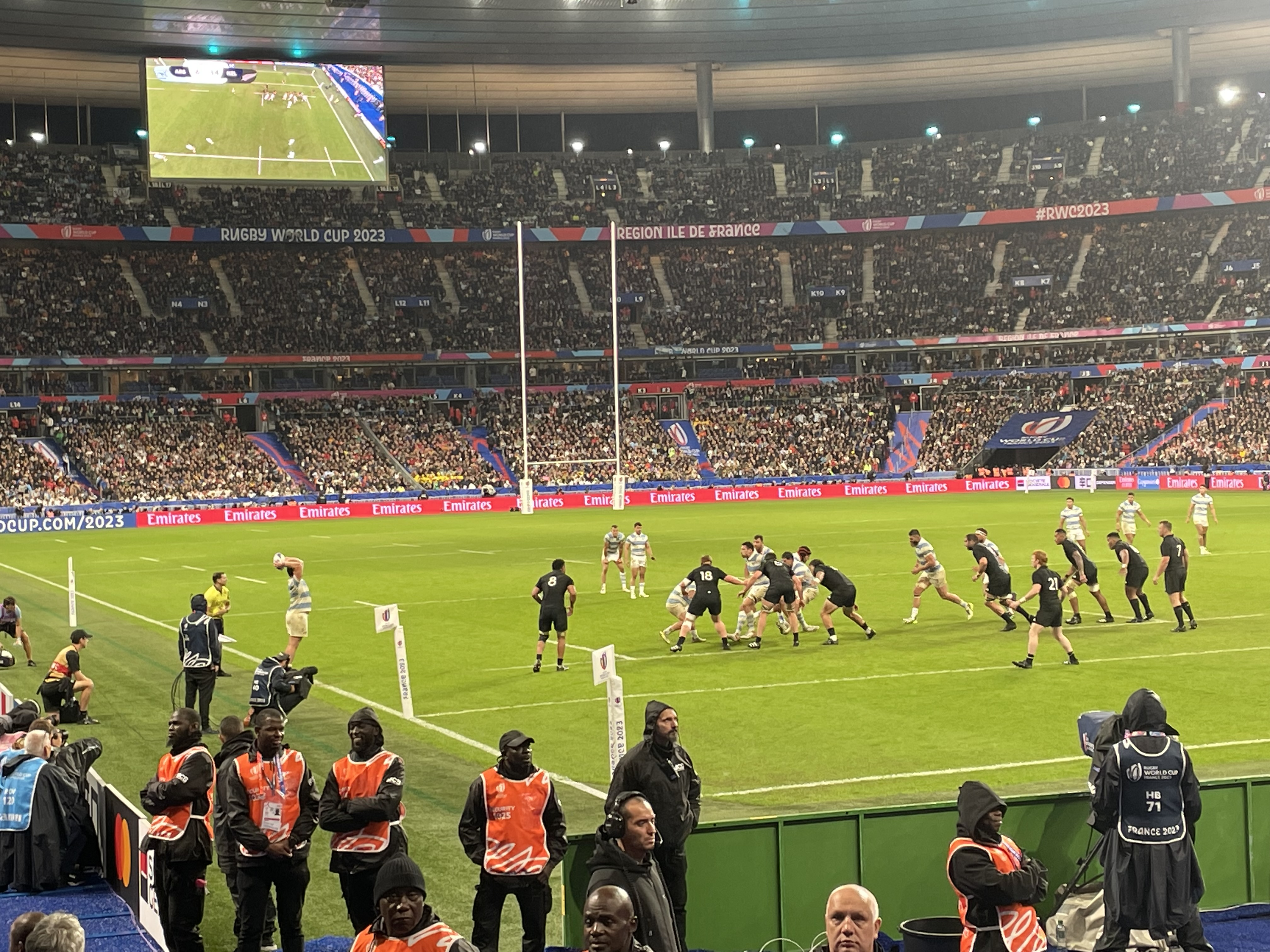
zápas semifinále Argentina-Nový Zéland

### Pavouk
|  | Čtvrtfinále             | Čtvrtfinále             |                         |        | Semifinále  | Semifinále  |  |  | Finále                  | Finále |
|  |                         |                         |                         |        |             |             |  |  |                         |        |
|  | 14. října – Marseille   |                         |                         |        |             |             |  |  |                         |        |
|  |                         |                         |                         |        |             |             |  |  |                         |        |
|  | Wales                   | 17                      |                         |        |             |             |  |  |                         |        |
|  | Wales                   | 17                      | 20. října – Saint-Denis |        |             |             |  |  |                         |        |
|  | Argentina               | 29                      |                         |        |             |             |  |  |                         |        |
|  | Argentina               | 29                      | Argentina               | 6      |             |             |  |  |                         |        |
|  | 14. října – Saint-Denis |                         | Argentina               | 6      |             |             |  |  |                         |        |
|  |                         | Nový Zéland             | 44                      |        |             |             |  |  |                         |        |
|  | Irsko                   | Nový Zéland             | 44                      | 24     |             |             |  |  |                         |        |
|  | Irsko                   |                         | 28. října – Saint-Denis | 24     |             |             |  |  |                         |        |
|  | Nový Zéland             | 28                      |                         |        |             |             |  |  |                         |        |
|  | Nový Zéland             | 28                      | Nový Zéland             | 11     |             |             |  |  |                         |        |
|  | 15. října – Marseille   |                         | Nový Zéland             | 11     |             |             |  |  |                         |        |
|  |                         | Jihoafrická republika   | 12                      |        |             |             |  |  |                         |        |
|  | Anglie                  | Jihoafrická republika   | 12                      | 30     |             |             |  |  |                         |        |
|  | Anglie                  | 21. října – Saint-Denis |                         | 30     |             |             |  |  |                         |        |
|  | Fidži                   | 24                      |                         |        |             |             |  |  |                         |        |
|  | Fidži                   | 24                      | Anglie                  | 15     | Třetí místo | Třetí místo |  |  |                         |        |
|  | 15. října – Saint-Denis |                         | Anglie                  | 15     | Třetí místo | Třetí místo |  |  |                         |        |
|  |                         | Jihoafrická republika   | 16                      |        |             |             |  |  |                         |        |
|  | Francie                 | Jihoafrická republika   | 16                      | 28     | Argentina   | 23          |  |  |                         |        |
|  | Francie                 |                         |                         | 28     | Argentina   | 23          |  |  |                         |        |
|  | Jihoafrická republika   | 29                      |                         | Anglie | 26          |             |  |  |                         |        |
|  | Jihoafrická republika   | 29                      |                         |        | 26          |             |  |  |                         |        |
|  |                         |                         |                         |        |             |             |  |  | 27. října – Saint-Denis |        |
|  |                         |                         |                         |        |             |             |  |  |                         |        |

### Čtvrtfinále
| 14. října 2023 17:00 | Wales | 17 – 29 | Argentina | Stade Vélodrome, Marseille Diváci: 62 576 Rozhodčí: Jaco Peyper ( Jižní Afrika) Karl Dickson ( Anglie) |
| 14. října 2023 17:00 | Pětky: Biggar 14' k T. Williams 57' k Kopy po pětce: Biggar (2/2) 16', 58' Trestné kopy: Biggar (1/2) 21' | report  | Pětky: Sclavi 68' k Sánchez 77' k Kopy po pětce: Boffelli (2/2) 69', 78' Trestné kopy: Boffelli (4/5) 39', 45', 44', 48' Sánchez (1/1) 80' | Stade Vélodrome, Marseille Diváci: 62 576 Rozhodčí: Jaco Peyper ( Jižní Afrika) Karl Dickson ( Anglie) |

| 14. října 2023 21:00 | Irsko | 24 – 28 | Nový Zéland | Stade de France, Saint-Denis Diváci: 78 845 Rozhodčí: Wayne Barnes ( Anglie) |
| 14. října 2023 21:00 | Pětky: Aki 27' k Gibson-Park 39' k Trestná pětka 64' Kopy po pětce: Sexton (2/2) 29', 40' Trestné kopy: Sexton (1/2) 22' | report  | Pětky: Fainga'anuku 19' k Savea 33' n Jordan 53' k Kopy po pětce: Mo'unga (1/2) 21' J. Barrett (1/1) 54' Trestné kopy: Mo'unga (1/1) 8' J. Barrett (2/3) 14', 69' | Stade de France, Saint-Denis Diváci: 78 845 Rozhodčí: Wayne Barnes ( Anglie) |

| 15. října 2023 17:00 | Anglie | 30 – 24 | Fidži | Stade Vélodrome, Marseille Diváci: 61 863 Rozhodčí: Mathieu Raynal ( Francie) |
| 15. října 2023 17:00 | Pětky: Tuilagi 14' n Marchant 23' k Kopy po pětce: Farrell (1/2) 23' Trestné kopy: Farrell (5/6) 11', 34', 38', 54', 78' Drop góly: Farrell (1/1) 72' | report  | Pětky: Mata 28' k Ravai 64' k Botitu 68' k Kopy po pětce: Lomani (1/1) 29' Kuruvoli (2/2) 65', 70' Trestné kopy: Lomani (1/3) 20' | Stade Vélodrome, Marseille Diváci: 61 863 Rozhodčí: Mathieu Raynal ( Francie) |

| 15. října 2023 21:00 | Francie | 28 – 29 | Jihoafrická republika | Stade de France, Saint-Denis Diváci: 79 486 Rozhodčí: Ben O'Keeffe ( Nový Zéland) |
| 15. října 2023 21:00 | Pětky: Baille (2) 4' k, 31' k Mauvaka 22' n Kopy po pětce: Ramos (2/3) 5', 32' Trestné kopy: Ramos (3/4) 40+1', 54', 73' | report  | Pětky: Arendse 8' k De Allende 18' n Kolbe 27' k Etzebeth 67' k Kopy po pětce: Libbok (2/3) 10', 28' Pollard (1/1) 67' Trestné kopy: Pollard (1/1) 69' | Stade de France, Saint-Denis Diváci: 79 486 Rozhodčí: Ben O'Keeffe ( Nový Zéland) |

### Semifinále
| 20. října 2023 21:00 | Argentina                            | 6 – 44 | Nový Zéland | Stade de France, Saint-Denis Diváci: 77 653 Rozhodčí: Angus Gardner ( Austrálie) |
| 20. října 2023 21:00 | Trestné kopy: Boffelli (2/2) 5', 35' | report | Pětky: Jordan (3) 11' k, 62' n, 73' n J. Barrett 17' n Frizell (2) 40+2' n, 49' k Smith 42' k Kopy po pětce: Mo'unga (3/7) 12', 43', 50' Trestné kopy: Mo'unga (1/1) 38' | Stade de France, Saint-Denis Diváci: 77 653 Rozhodčí: Angus Gardner ( Austrálie) |

| 21. října 2023 21:00 | Anglie                                                                     | 15 – 16 | Jihoafrická republika                                                                                      | Stade de France, Saint-Denis Diváci: 78 098 Rozhodčí: Ben O'Keeffe ( Nový Zéland) |
| 21. října 2023 21:00 | Trestné kopy: Farrell (4/4) 3', 10', 24', 39' Drop góly: Farrell (1/1) 53' | report  | Pětky: Snyman 69' k Kopy po pětce: Pollard (1/1) 70' Trestné kopy: Libbok (1/1) 21' Pollard (2/2) 35', 78' | Stade de France, Saint-Denis Diváci: 78 098 Rozhodčí: Ben O'Keeffe ( Nový Zéland) |

### Zápas o 3. místo
| 27. října 2023 21:00 | Argentina | 23 – 26 | Anglie | Stade de France, Saint-Denis Diváci: 77 674 Rozhodčí: Nic Berry ( Austrálie) |
| 27. října 2023 21:00 | Pětky: Cubelli 36' k S. Carreras 42' k Kopy po pětce: Boffelli (2/2) 37', 43' Trestné kopy: Boffelli (2/2) 24', 50' Sánchez (1/2) 68' | report  | Pětky: Earl 8' k Dan 44' k Kopy po pětce: Farrell (2/2) 9', 45' Trestné kopy: Farrell (4/4) 3', 13', 30', 65' | Stade de France, Saint-Denis Diváci: 77 674 Rozhodčí: Nic Berry ( Austrálie) |

### Finále
| 28. října 2023 21:00 | Nový Zéland                                                  | 11 – 12 | Jihoafrická republika                         | Stade de France, Saint-Denis Diváci: 80 065 Rozhodčí: Wayne Barnes ( Anglie) |
| 28. října 2023 21:00 | Pětky: B. Barrett 58' n Trestné kopy: Mo'unga (2/2) 17', 38' |         | Trestné kopy: Pollard (4/4) 3', 13', 19', 34' | Stade de France, Saint-Denis Diváci: 80 065 Rozhodčí: Wayne Barnes ( Anglie) |

## Vysílání v Česku
Všechny zápasy vysílala Česká televize.